# ALT Linux (дистрибутив Linux)
ALT Linux (рус. Альт Линукс) — семейство дистрибутивов Linux, являющееся отдельной ветвью дистрибутивов Linux. Основано на дистрибутиве Mandrake, основанном на дистрибутиве Red Hat. В основном дистрибутивы выпускаются компаниями «Базальт СПО» и «Альт Линукс», но ограничений для выпуска дистрибутивов на основе репозиториев ALT не существует. Репозитории поддерживаются командой разработчиков ALT Linux Team, преимущественно русскоязычной. Большинство дистрибутивов Альт Линукс доступны для свободного использования.

## История
В 1999—2000 годах дистрибутив, разрабатываемый будущим ядром ALT Linux Team, основывался на дистрибутиве MandrakeLinux и представлял собой его русскую версию (Linux-Mandrake Russian Edition).
Начиная с 2000 года началось замещение пакетов Mandrake собственными сборками, значительное изменение системы сборки и макросов пакетного менеджера RPM. К версии 3.0 (2005 год) все пакеты Mandrake, инсталлятор и система конфигурирования были полностью вытеснены собственными разработками ALT Linux Team. Сейчас дистрибутивы ALT Linux являются отдельной ветвью развития дистрибутивов Linux и не имеют никакого отношения к Mandrake или Mandriva.
С сентября 2015 года поддержкой инфраструктуры Sisyphus занимается компания «Базальт СПО». Также, компанией «Базальт СПО» осуществлён выпуск коммерческих дистрибутивов Альт на базе восьмой платформы.
С ноября 2018 года выпускаются нативные сборки дистрибутивов с поддержкой процессоров Эльбрус.

## Дистрибутивы
Дистрибутивы под товарным знаком «ALT Linux» выпускаются компанией «Альт Линукс». Компания «Базальт СПО» использует товарные знаки «Альт» и «BaseALT».
Первым дистрибутивом, выпущенным «ALT Linux Team» весной 2001 года, стал многоцелевой (предназначенный для решения разных задач) дистрибутив «Linux-Mandrake Spring 2001». Основа дистрибутива создана компанией «IPLabs Linux Team». В дистрибутиве использовались разработки и товарный знак французской компании «MandrakeSoft». Разработка заметно отличалась от дистрибутива «Mandrake». Линия универсальных дистрибутивов была продолжена в дистрибутивах «ALT Linux Master». В настоящий момент полностью универсальные дистрибутивы не выпускаются ввиду увеличения пакетной базы. Вместо этого выпускаются дистрибутивы, предназначенные для решения определённого круга задач. Так же существует некоторое количество дистрибутивов независимых разработчиков, выпускаемых на пакетных базах Sisyphus и стабильных веток..

### Linux-Mandrake
«Linux-Mandrake 7.0 Russian Edition», выпущенный в начале 2000 года, был первым де-факто независимым дистрибутивом «IPLabs Linux Team», сохранил название «Mandrake» с разрешения разработчиков дистрибутива «Mandrake».
Выпущенным несколькими месяцами позже «Spring 2001» стал вторым релизом от «IPLabs Linux Team».

### ALT Linux 1.0
Летом 2001 года была сформирована команда ALT Linux и утвердилось название ALT Linux.
Летом 2001 года выпущен первый выпуск ALT Linux — «ALT Linux Junior 1.0». Осенью 2001 года выпущен «ALT Linux Junior 1.1 ».
Младшие дистрибутивы представляли собой 1CD-релизы.

### ALT Linux 2.*
В мае 2002 года выпущен «ALT Linux Master 2.0», представлял собой универсальный дистрибутив, поставлялся на 4 cd-дисках, предназначался для разработчиков программного обеспечения и системных администраторов.
Летом 2002 года выпущен «ALT Linux Junior 2.0», поставлялся на одном cd-диске, предназначался на настольных компьютеров и рабочих станций.

### ALT Linux 3.0
Осенью 2005 года выпущен «ALT Linux Compact 3.0», состоял из устанавливаемых версий на 1 CD / 1 DVD вместе с LiveCD (TravelCD 3.0). Было несколько последующих обновлений OEM, считая до 3.0.5.

### ALT Linux 4.0
Для ветки «4.0» разновидность ($flavour) решили указывать после номера версии: «ALT Linux 4.0 $flavour».
- «Server» выпущен в июне 2007 года (1CD+1DVD на платформу; i586 и x86_64);
- «Office Server» выпущен позднее (1CD; i586 и x86_64);
- «Desktop Personal» выпущен в августе 2007 года (1DVD, LiveCD, Rescue CD; i586; KDE3);
- «Lite» выпущен в декабре 2007 года (установочный компакт-диск, live CD и 2 CD с надстройками; i586; Xfce4);
- «Terminal» выпущен в декабре 2007 года (совместный выпуск с компанией «Media Magic Ltd», 1 DVD; i586; KDE3, низкие требования к оперативной памяти клиента).

В рамках пилотного проекта была создана консервативная ветка ветки «4.0» и на её основе специально для российских школ было создано несколько дистрибутивов.

### ALT Linux 4.1
- «Desktop» выпущен в октябре 2008 года (1 CD/1 DVD; i586 и x86_64; KDE3).
- «Children» выпущен в декабре 2008 года (live CD; i586).
- «Skif» выпущен в декабре 2008 года (1 CD; x86_64; HPC).
- «School Server» выпущен в феврале 2009 года (1 CD; i586).

### ALT Linux 5.x
Ветка «5.0» была отменена (и впоследствии заархивирована) в основном из-за неблагоприятных условий «X.org». Позднее в 2009 году вместе с консервативной веткой «p5» была создана ветвь «5.1» сообщества. Несколько сбивает с толку то, что дистрибутивы, основанные на ветке «p5», содержат «5.0» в названии: «ALT Linux 5.0».
- «Ark» (клиент+сервер, 1 DVD+1 CD на платформу; i586 и x86_64).
- «School Suite» — в основном i586, а также документация, видеоуроки и бесплатное ПО для ОС Windows (3 DVD):
  - «Server» (1 DVD; i586 и x86_64);
  - «Terminal» (1 DVD; KDE3);
  - «Master» (1 DVD/flash; KDE4);
  - «Junior» (1 DVD/flash; GNOME2);
  - «Lite» (2CD; Xfce4);
  - «New Lite» (1 CD/1 DVD/flash; LXDE);
- KDesktop (1 DVD; i586 и x86_64; KDE4);
- «Simply Linux 5.0» (1 CD/flash/LiveCD; i586; Xfce4).

### Современные дистрибутивы (на основе ветки p10)
Стабильные ветки (branches, «бранчи») репозитория пакетов ALT Linux создаются на основе нестабильного репозитория Sisyphus путём отпочковывания и стабилизации с целью разделения темпов изменений при разработке и эксплуатации.
На основе стабильных веток разрабатываются и обновляются дистрибутивы семейства «ALT Linux».
На 24 декабря 2022 года актуальной веткой была ветка «p10». На основе ветки «p10» выпущены следующие дистрибутивы:
- «Альт Сервер 10»;
- «Альт Рабочая станция 10» (MATE 1.24);
- «Альт Рабочая станция K 10» (KDE: Plasma 5.27);
- «Альт Образование 10» (XFCE 4.16.0 / KDE 5.22.3);
- «Альт Сервер Виртуализации 10»;
- «Simply Linux 10» (Xfce 4.16).

Дистрибутивы выпущены в виде гибридных образов iso — для dvd и флешек. Образы необходимо записывать на флешку в режиме dd. Запись на DVD часто требует DVD с двойной плотностью.

## Сборки на базе full-rolling release репозитория "Сизиф"
Регулярные сборки — группа образов, семейства операционных систем Альт, разрабатываемые на основе репозитория "Сизиф". Образы содержат минимальный набор предустановленного ПО, за счёт чего могут похвастаться простой установкой, малым весом и встроенной поддержкой Live CD.
Регулярные сборки классифицируются как нестабильные (Nightly), но это не мешает большому количеству пользователей использовать их как домашние рабочие станции или как системы для разработки и тестирования. Взгляните на платформу нового поколения и помогите нам сделать ее лучше:
- Gnome: x86_64, aarch64
- KDE5: x86_64, aarch64
- Cinnamon: x86_64, aarch64
- MATE: i586, x86_64, aarch64
- Xfce: i586, x86_64, aarch64

- Enlightenment[11]: x86_64
- IceWM: i586, x86_64
- LXQt: i586, x86_64, aarch64
- GNUstep: i586, x86_64
- deepin: x86_64

Пользователь получает ежедневные обновления программного обеспечения, актуальные версии рабочих окружений, в том числе недоступные среди стабильных релизов. Регулярные сборки выходят для графических окружений: KDE, GNOME, Cinnamon, MATE, Xfce, LXQt, Deepin и многих других.
Проект "Сизиф" служит основой для всех операционных систем семейства Альт, включая текущие и новые бранчи и их ответвления. Портал представляет собой уникальное пространство для разработки, где пользователи свободно используют разнообразные программные пакеты, собранные в рамках проекта.  "Сизиф" предлагает доступ к самым последним пакетам и инструментам разработки, способствует развитию открытого программного обеспечения и инновационным разработкам в IT-сфере. Нельзя не заметить, что многие пакеты попадают в "Сизиф" быстрее, чем в другие более популярные репозитории.
Сизиф поддерживает большое количество аппаратных платформ, таких как: i586, x86_64, aarch64, armh, mipsel, «Эльбрус» (e2kv3/v4/v5/v6), ppc64le, RISC-V и loongarch64. За такую скорость и динамичность развития репозитория стоит благодарить объединение ALT Linux Team, которое является сердцем "Сизифа".
Регулярные сборки пользуются спросом среди разработчиков, так как "Сизиф" предоставляет доступ к самым актуальным версиям библиотек, компиляторов и интерпретаторов, при этом являясь максимально открытым к добавлению новых, необходимых пакетов для разработчиков. Каждый пользователь может создать заявку для добавления нового пакета через bugzilla.altlinux.org.
Пользователи активно используют регулярные образы для выполнения мультимедийных, игровых и повседневных задач. Обычно данные задачи требуют актуальной пакетной базы. Безусловно вышеизложенная деятельность положительно сказывается на распространение информации об открытом программном обеспечении.
Формируются новые сообщества и команды, заинтересованные в развитии операционных систем семейства Альт. Сообщества каждый день помогают находить и решать проблемы в работе системы и, самое главное, позволяют сопровождающим ALT Linux Team посмотреть на планируемые действие с разных точек зрения. Невозможно не отметить и социальную значимость сообществ для операционных систем семейства Альт, так как активные обсуждения и создаваемые ими контент и продукты повышают общую узнаваемость бренда.
Проект "Сизиф" объединяет вокруг себя большое количество разноплановых участников: от профессионалов до энтузиастов открытого ПО, способствует развитию инновационных IT-разработок и разработчиков, появлению новых крупных сообществ и объединений. К примеру регулярная сборка с рабочем окружением GNOME объединил более 1500 участников в телеграмм-канале объединения ALT Gnome.
Формируется целая экосистема новых продуктов, разработок, актуального контента и пользователей вокруг Альт. Регулярные сборки становятся дверью для изучения "Сизифа" пользователями, предоставляют им одним из первых в мире доступ к новым версиям открытого программного обеспечения. Одновременно с ростом "Сизифа" происходит и развитие стабильных платформ, которые лежат в основе продуктов Базальт СПО, ведь он является фундаментом для их создания, а как мы знаем: "Чем крепче фундамент, тем надёжнее и устойчивее дом".
Вышеизложенные факты показывают привлекательность, динамичность и значимость открытого сообщества и открытой разработки, показывают, что "Сизиф" и регулярные сборки являются важной частью экосистемы Базальт СПО и крайне важным проектом для развития GNU/Linux систем в России.

## Мнения
iXBT написал обзор на ALT Linux 4.1 Desktop в 2009 году:
Процесс инсталляции в ALT Linux 4.1 Desktop проходит не безоблачно. Во-первых, желательно заранее иметь подготовленные разделы на жёстком диске или, как минимум, необходимо обеспечить свободное место. Установщик не умеет менять размеры разделов без потери в них данных. Вторая возможная проблема — это определение видеокарты. Здесь творится какой-то хаос. Конфликт драйверов, неверное разрешение, неверная глубина цвета. Впрочем, и здесь нет ничего фатального. Все исправляется вручную, уже после установки системы.
Блог Компьютерра написал мнение про ALT Linux 4.1 в 2009 году:
В итоге у нас сложилось далеко не лучшее мнение об операционной системе ALT Linux 4.1 Desktop. Да, она, как и любой другой дистрибутив Линукса, напичкана всеми необходимыми программными продуктами для эффективного выполнения типовых задач. Да, она неплохо русифицирована, надёжна и безопасна при работе в Сети, но пока её установишь и настроишь должным образом, успеешь не один раз вспомнить добрым словом Windows, инсталлируемую без всяких хлопот любыми, даже начинающими пользователями, ценящими время и предпочитающими за удобство платить деньги.
LinuxBSDos.com рассмотрел ALT Linux 5 Ark, и Simply Linux 5.